# Paloh Jeurat Beurabo
Paloh Jeurat Beurabo is een bestuurslaag in het regentschap Pidie van de provincie Atjeh, Indonesië. Paloh Jeurat Beurabo telt 144 inwoners (volkstelling 2010).